# Rainer Schüttler
Rainer Schüttler (* 25. April 1976 in Korbach) ist ein ehemaliger deutscher Tennisspieler.

## Tenniskarriere
Schüttlers Stärken waren sein Grundlinienspiel, Kampfgeist und Beinarbeit. Seine beste Weltranglistenposition erreichte er Mitte 2004 mit Platz fünf im Entry-System. Zu seinen Karrierehöhepunkten zählten die Finaleinzüge bei den Australian Open 2003 und dem Masters-Turnier in Monte Carlo 2004 sowie die Halbfinalteilnahmen beim Masters Cup 2003 und in Wimbledon 2008. Im Laufe seiner Karriere konnte er bei den ATP-Turnieren in Doha 1999, Shanghai 2002, Tokio und Lyon 2003 triumphieren. Von 1999 bis 2009 spielte Schüttler für die deutsche Davis-Cup-Mannschaft, in der er eine Bilanz von 9:9 vorzuweisen hat.
Im Jahr 2003 spielte Schüttler das beste Tennis seiner Karriere. Bei den Australian Open erreichte er das Grand-Slam Finale. An Position 31 gesetzt schlug er im Viertelfinale die Nummer zehn der Setzliste David Nalbandian und im Halbfinale Andy Roddick, die Nummer neun der Setzliste. Dem Setzlistenzweiten Andre Agassi unterlag er im Finale. Der Niederländer und spätere Finalist der French Open, Martin Verkerk, besiegte Schüttler im Achtelfinale von Roland Garros. In Wimbledon und bei den US Open unterlag er im Achtelfinale jeweils der Nummer zwölf der Weltrangliste, dem Niederländer Sjeng Schalken. Im August 2003 schlug er den Weltranglistenersten Andre Agassi im Viertelfinale beim Masters Turnier in Montreal. Das Turnier in Tokio im Oktober des Jahres gewann er gegen den Franzosen Sébastien Grosjean. Eine Woche später bezwang er Arnaud Clément im Finale in Lyon. Durch all diese Erfolge qualifizierte sich Rainer Schüttler für den Masters Cup in Houston. Dort schlug er in der Gruppenphase Andy Roddick, die Nummer eins der Weltrangliste, sowie den Argentinier Guillermo Coria. Im Halbfinale unterlag er Andre Agassi. Das Tennisjahr beendete er auf Position sechs der Weltrangliste.
Seinen wohl bedeutendsten Erfolg verbuchte er zusammen mit Nicolas Kiefer: Die beiden gewannen bei den Olympischen Spielen 2004 in Athen die Silbermedaille im Herrendoppel. Dafür wurde er am 16. März 2005 mit dem Silbernen Lorbeerblatt ausgezeichnet.
Insgesamt gewann Schüttler jeweils vier Einzel- und Doppeltitel. Seit seinen Erfolgen bis zum Jahr 2004 war er allerdings seltener bei hochklassigen Begegnungen zu sehen. Ein Grund für diesen Einbruch waren diverse Verletzungen. Anfang 2006 erkrankte Schüttler am Pfeiffer-Drüsenfieber. 2007 konnte er bei den French Open im Doppel mit Michael Kohlmann noch einmal das Viertelfinale erreichen.
Im April und Mai 2008 gewann er binnen vierzehn Tagen zwei Doppeltitel auf der ATP-Tour – am 20. April 2008 in Houston an der Seite des Letten Ernests Gulbis und am 4. Mai 2008 bei den BMW Open in München mit Partner Michael Berrer. Beim Turnier in Wimbledon erreichte Schüttler 2008 nach Fünfsatzsiegen über James Blake und Arnaud Clément zudem erstmals das Halbfinale, in dem er gegen den damals Weltranglistenzweiten Rafael Nadal in drei Sätzen unterlag. Er verbesserte sich damit in der Weltrangliste um 55 Plätze auf Platz 39.
Nachdem er die für den Start bei Olympia 2008 notwendige Qualifikation nicht geschafft hatte, nominierte ihn das NOK außerhalb der Qualifikationskriterien als Sonderfall. Da er trotzdem kein Antrittsrecht im Einzel gehabt hätte, erzwang er seine Aufstellung durch eine Klage vor dem CAS.
In der ersten Runde bekam er es dann mit Kei Nishikori aus Japan zu tun, den er mit 6:4, 6:7 und 6:3 besiegte. Anschließend ging es in der zweiten Runde gegen den Mitfavoriten Novak Đoković, dem Schüttler trotz großen Kampfes und gutem Tennis mit 4:6 und 2:6 unterlag. Bei den anschließenden US Open musste er erkältungsbedingt bereits in der ersten Runde im Spiel gegen den Franzosen Florent Serra aufgeben.
Nach dem Halbfinaleinzug in Chennai zu Beginn des Jahres 2009 hagelte es bei den folgenden Turnieren meist Erst- oder Zweitrundenniederlagen. Als Weltranglisten-30. erreichte er auch nur das Viertelfinale des Challenger-Turniers von Sunrise, wo er Robin Söderling in drei knappen Sätzen unterlag. In der ersten Runde des Davis Cup verlor er das Auftaktmatch gegen Stefan Koubek, worauf er kein weiteres Match gegen Österreich bestritt. Beim World Team Cup in Düsseldorf verlor er drei seiner vier Spiele, u. a. gegen Robin Söderling mit der Höchststrafe von 0:6 und 0:6. Die Mannschaft erreichte dennoch das Finale gegen Serbien, wo Schüttler gegen Viktor Troicki erneut nicht gewinnen konnte.
Im Juni erreichte er beim Rasenturnier in ’s-Hertogenbosch das Halbfinale, verlor dies aber in einem rein deutschen Duell gegen den späteren Turniersieger Benjamin Becker. In Wimbledon erreichte er nur die zweite Runde. Er verlor dort gegen Dudi Sela und rutschte in der Weltrangliste 53 Plätze ab.
Anfang 2010 erreichte er bei den Australian Open in Melbourne mit einem Viersatzsieg über Sam Querrey die zweite Runde, dort verlor er gegen Feliciano López in vier Sätzen. Bei den French Open in Paris kam er wie in den Vorjahren nicht über die erste Runde hinaus (gegen Guillermo García López). Bei den AEGON Championships im Queen’s Club in London erreichte Schüttler das Halbfinale, wo er diesmal an Sam Querrey in drei Sätzen scheiterte. In Wimbledon unterlag er in der zweiten Runde dem Usbeken Denis Istomin in fünf Sätzen.
Er spielte sich dann in Los Angeles bis ins Viertelfinale vor, musste sich aber erneut Sam Querrey beugen, obwohl er im dritten Satz bei 5:4 und 6:5 zum Matchgewinn servierte. Bei den US Open verlor Schüttler in der ersten Runde gegen den Franzosen Benoît Paire – im entscheidenden fünften Satz führte er mit zwei Break bereits 5:2, verlor aber noch im Tiebreak.
Bei den Thailand Open in Bangkok spielte sich Schüttler durch einen Sieg über Ricardo Mello bis in Runde zwei, wo er dem an Nummer vier gesetzten Letten Ernests Gulbis knapp mit 6:7, 7:6, 4:6 unterlag. In Sankt Petersburg erreichte er nach einem Sieg über Viktor Troicki die zweite Runde und unterlag dort dem Ukrainer Oleksandr Dolhopolow. Ende 2010 gründete Schüttler gemeinsam mit seinem ehemaligen Davis Cup Teamkollegen Alexander Waske eine professionelle Tennisakademie, die Schüttler Waske Tennis-University in Offenbach, die sich um die Förderung von jungen Talenten kümmert. Nach sieben Jahren lief die Lizenz von Schüttlers Namen im Titel aus, sodass die Trainingsstätte von nun an Alexander Waske Tennis-University heißt.
Bei den French Open verlor Schüttler 2011 bereits das Auftaktmatch – erneut gegen Dolgopolow. Und im Londoner Queen’s Club erreichte er nur die zweite Runde. Er unterlag gegen Sam Querrey in drei Sätzen.
Am 8. Oktober 2012 erklärte Schüttler seinen Rücktritt vom Profitennis.
Heute lebt Rainer Schüttler am Zürichsee.
Schüttler wurde von 1992 bis zu seinem Karriereende von Dirk Hordorff betreut.

## Tätigkeit nach der Spielerlaufbahn

### Turnierorganisation
Gemeinsam mit Ion Țiriac übernahm er 2013 die Turnierlizenz für Düsseldorf und richtete international ATP-Turniere aus.

### Tenniscoach
Ab 2015 betreute er den Litauer Ričardas Berankis bei dessen ATP-Turnieren; 2017 wechselte er in das Coaching-Team des Serben Janko Tipsarević. Von Ende November 2018 bis Juli 2019 war Schüttler Trainer von Angelique Kerber.
Seit 2020 ist Schüttler Chef der deutschen Billie-Jean-King-Cup-Mannschaft.

## Erfolge
| Legende (Anzahl der Siege)                           |
| Grand Slam                                           |
| Olympische Spiele                                    |
| Tennis Masters Cup ATP World Tour Finals             |
| ATP Masters Series ATP World Tour Masters 1000       |
| ATP International Series Gold ATP World Tour 500 (2) |
| ATP International Series ATP World Tour 250 (6)      |
| ATP Challenger Tour (8)                              |

| ATP-Titel nach Belag |
| Hartplatz (4)        |
| Sand (3)             |
| Rasen (0)            |
| Teppich (1)          |

### Einzel

#### Turniersiege

##### ATP World Tour
| Nr. | Datum              | Turnier  | Belag     | Finalgegner        | Ergebnis      |
| --- | ------------------ | -------- | --------- | ------------------ | ------------- |
| 1.  | 10. Januar 1999    | Doha     | Hartplatz | Tim Henman         | 6:4, 5:7, 6:1 |
| 2.  | 23. September 2001 | Shanghai | Hartplatz | Michel Kratochvil  | 6:3, 6:4      |
| 3.  | 5. Oktober 2003    | Tokio    | Hartplatz | Sébastien Grosjean | 7:65, 6:2     |
| 4.  | 12. Oktober 2003   | Lyon     | Teppich   | Arnaud Clément     | 7:5, 6:3      |

##### ATP Challenger Tour
| Nr. | Datum             | Turnier      | Belag         | Finalgegner          | Ergebnis       |
| --- | ----------------- | ------------ | ------------- | -------------------- | -------------- |
| 1.  | 26. Oktober 1997  | Eckental     | Teppich (i)   | Petr Luxa            | 6:4, 6:1       |
| 2.  | 29. November 1998 | Portorož     | Hartplatz (i) | Peter Wessels        | 6:3, 6:2       |
| 3.  | 19. November 2000 | Aachen (1)   | Teppich (i)   | Johan Settergren     | 7:65, 1:6, 6:1 |
| 4.  | 5. November 2006  | Aachen (2)   | Teppich (i)   | Jewgeni Koroljow     | 6:3, 7:5       |
| 5.  | 25. November 2007 | Kuala Lumpur | Hartplatz     | Serhij Stachowskyj   | 7:65, 6:2      |
| 6.  | 28. August 2011   | Astana       | Hartplatz (i) | Teimuras Gabaschwili | 7:66, 4:6, 6:4 |

#### Finalteilnahmen
| Nr. | Datum              | Turnier         | Belag         | Finalgegner       | Ergebnis             |
| --- | ------------------ | --------------- | ------------- | ----------------- | -------------------- |
| 1.  | 5. April 1999      | Chennai         | Hartplatz     | Byron Black       | 4:6, 6:1, 3:6        |
| 2.  | 3. Januar 2000     | Doha            | Hartplatz     | Fabrice Santoro   | 6:3, 5:7, 0:3 aufgg. |
| 3.  | 24. September 2001 | Hongkong        | Hartplatz     | Marcelo Ríos      | 6:73, 2:6            |
| 4.  | 22. Oktober 2001   | St. Petersburg  | Hartplatz (i) | Marat Safin       | 6:3, 3:6, 3:6        |
| 5.  | 29. April 2002     | München         | Sand          | Younes El Aynaoui | 4:6, 4:6             |
| 6.  | 13. Januar 2003    | Australian Open | Hartplatz     | Andre Agassi      | 2:6, 2:6, 1:6        |
| 7.  | 8. September 2003  | Costa do Sauípe | Hartplatz     | Sjeng Schalken    | 2:6, 4:6             |
| 8.  | 19. April 2004     | Monte Carlo     | Sand          | Guillermo Coria   | 2:6, 1:6, 3:6        |

### Doppel

#### Turniersiege

##### ATP World Tour
| Nr. | Datum          | Turnier   | Belag     | Partner         | Finalgegner                    | Ergebnis         |
| --- | -------------- | --------- | --------- | --------------- | ------------------------------ | ---------------- |
| 1.  | 22. Juli 2001  | Stuttgart | Sand      | Guillermo Cañas | Michael Hill Jeff Tarango      | 4:6, 7:6, 6:4    |
| 2.  | 9. Januar 2005 | Chennai   | Hartplatz | Lu Yen-hsun     | Jonas Björkman Mahesh Bhupathi | 7:5, 4:6, 7:64   |
| 3.  | 14. April 2008 | Houston   | Sand      | Ernests Gulbis  | Pablo Cuevas Marcel Granollers | 7:5, 7:63        |
| 4.  | 28. April 2008 | München   | Sand      | Michael Berrer  | Scott Lipsky David Martin      | 7:5, 3:6, [10:8] |

##### ATP Challenger Tour
| Nr. | Datum            | Turnier   | Belag         | Partner          | Finalgegner                 | Ergebnis      |
| --- | ---------------- | --------- | ------------- | ---------------- | --------------------------- | ------------- |
| 1.  | 25. Oktober 1997 | Eckental  | Teppich (i)   | Lars Rehmann     | Georg Blumauer Maks Mirny   | 6:4, 1:6, 6:3 |
| 2.  | 27. Januar 2007  | Heilbronn | Hartplatz (i) | Michael Kohlmann | Sander Groen Michaël Llodra | kampflos      |

#### Finalteilnahmen
| Nr. | Datum            | Turnier        | Belag         | Partner          | Finalgegner                     | Ergebnis                 |
| --- | ---------------- | -------------- | ------------- | ---------------- | ------------------------------- | ------------------------ |
| 1.  | 20. Oktober 2003 | St. Petersburg | Hartplatz (i) | Michael Kohlmann | Julian Knowle Nenad Zimonjić    | 6:71, 3:6                |
| 2.  | 15. August 2004  | Athen          | Hartplatz     | Nicolas Kiefer   | Fernando González Nicolás Massú | 2:6, 6:4, 6:3, 6:77, 4:6 |
| 3.  | 4. Juli 2005     | Gstaad         | Sand          | Michael Kohlmann | František Čermák Leoš Friedl    | 6:76, 6:711              |
| 4.  | 12. Juni 2006    | Halle          | Rasen         | Michael Kohlmann | Nenad Zimonjić Fabrice Santoro  | 0:6, 4:6                 |
| 5.  | 18. Februar 2007 | San José       | Hartplatz     | Chris Haggard    | Eric Butorac Jamie Murray       | 5:7, 6:76                |

## Bilanz

### Einzel
| Turnier1                   | 2012 | 2011 | 2010  | 2009  | 2008  | 2007 | 2006  | 2005  | 2004  | 2003  | 2002  | 2001  | 2000  | 1999  | 1998  | 1997 | Gesamt  |
| -------------------------- | ---- | ---- | ----- | ----- | ----- | ---- | ----- | ----- | ----- | ----- | ----- | ----- | ----- | ----- | ----- | ---- | ------- |
| Australian Open            | Q2   | 1R   | 2R    | 1R    | 2R    | 1R   | 1R    | 2R    | 1R    | F     | 3R    | AF    | 2R    | 1R    | –     | –    | F       |
| French Open                | –    | 1R   | 1R    | 1R    | 1R    | –    | 1R    | 1R    | 1R    | AF    | 2R    | 1R    | 1R    | 1R    | –     | –    | AF      |
| Wimbledon                  | –    | 2R   | 2R    | 2R    | HF    | –    | 1R    | 1R    | 3R    | AF    | 3R    | 2R    | 3R    | 2R    | 1R    | –    | HF      |
| US Open                    | –    | –    | 1R    | 1R    | 1R    | 1R   | 1R    | 2R    | 1R    | AF    | 1R    | 2R    | 3R    | 1R    | –     | –    | AF      |
| Gewonnene Einzel-Titel     | 0    | 0    | 0     | 0     | 0     | 0    | 0     | 0     | 0     | 2     | 0     | 1     | 0     | 1     | 0     | 0    | 4       |
| Gesamt-Siege/-Niederlagen2 | 0:0  | 5:13 | 12:17 | 16:29 | 21:23 | 7:13 | 11:21 | 18:24 | 29:30 | 71:30 | 41:30 | 33:31 | 23:29 | 23:29 | 12:15 | 5:2  | 327:337 |
| Jahresendposition          | 849  | 132  | 84    | 85    | 30    | 130  | 95    | 89    | 42    | 6     | 33    | 43    | 45    | 48    | 111   | 123  | N/A     |

### Doppel
| Turnier1                   | 2011 | 2010 | 2009 | 2008 | 2007  | 2006  | 2005  | 2004  | 2003  | 2002 | 2001 | 2000 | 1999 | 1998 | Gesamt  |
| -------------------------- | ---- | ---- | ---- | ---- | ----- | ----- | ----- | ----- | ----- | ---- | ---- | ---- | ---- | ---- | ------- |
| Australian Open            | 2R   | 2R   | 1R   | 1R   | 2R    | 1R    | 1R    | 2R    | 1R    | 1R   | –    | –    | –    | –    | 2R      |
| French Open                | 2R   | –    | –    | –    | VF    | 1R    | 2R    | 1R    | –     | 1R   | –    | –    | –    | –    | VF      |
| Wimbledon                  | 1R   | 1R   | 1R   | –    | –     | 2R    | VF    | 1R    | –     | 2R   | –    | –    | –    | –    | VF      |
| US Open                    | –    | –    | –    | 2R   | 2R    | 2R    | 1R    | 2R    | 2R    | 1R   | –    | –    | –    | –    | 2R      |
| Gewonnene Doppel-Titel     | 0    | 0    | 0    | 2    | 0     | 0     | 1     | 0     | 0     | 0    | 1    | 0    | 0    | 0    | 4       |
| Gesamt-Siege/-Niederlagen2 | 2:6  | 5:7  | 8:10 | 14:9 | 13:11 | 13:16 | 18:20 | 19:21 | 12:23 | 5:16 | 9:13 | 2:10 | 2:6  | 2:4  | 124:172 |
| Jahresendposition          | 323  | 242  | 151  | 101  | 67    | 74    | 53    | 70    | 73    | 146  | 135  | 194  | –    | 283  | N/A     |

Zeichenerklärung: S = Turniersieg; F, HF, VF, AF = Einzug ins Finale / Halbfinale / Viertelfinale / Achtelfinale; 1R, 2R, 3R = Ausscheiden in der 1. / 2. / 3. Hauptrunde bzw. Q1, Q2, Q3 = Ausscheiden in der 1. / 2. / 3. Qualifikationsrunde